# Війна Синів світу (кумранський апокаліпсис)

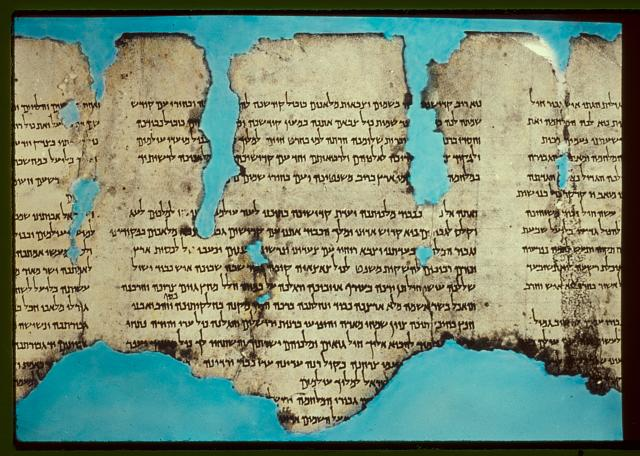
Кумранський апокаліпсис

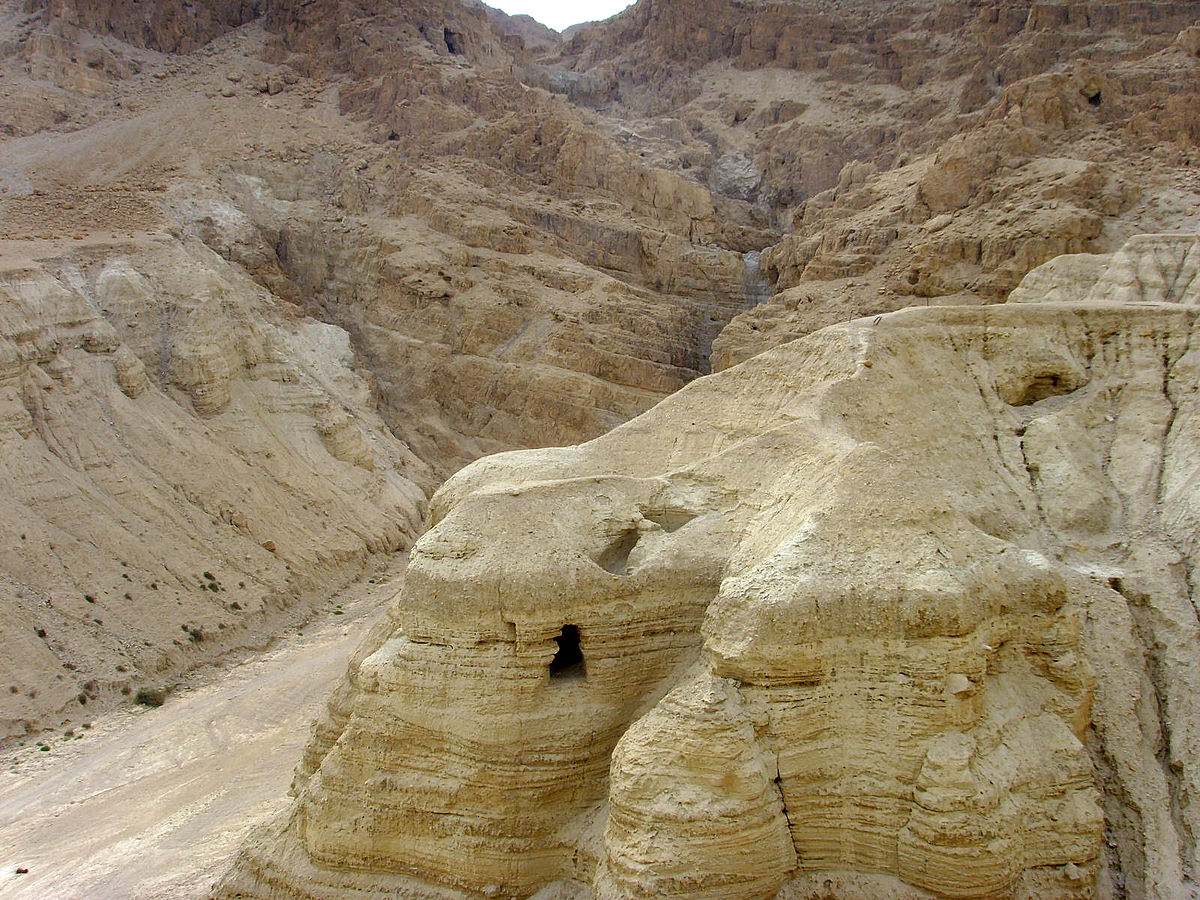
Кумранські печери

Війна синів світла проти синів темряви — есхатологічний рукопис, частина кумранських сувоїв, що знайдені в кумранських печерах біля Мертвого моря 1947 року.
Рукопис був написаний сектою євреїв (єсеїв). Есеї вважали себе святими обранцями Ізраїлю, синами Світла. Рукопис являє собою приписи щодо прийдешньої есхатологічної війни тривалістю в 40 років, яка закінчиться перемогою праведності, втіленої в синах світла, над пороком, носіями якого є сини темряви. Тричі сини світла за допомогою ангелів будуть долати ворогів Ізраїлю і тричі зазнавати поразки, поки нарешті не здобудуть перемогу у вирішальній битві, коли сам Бог втрутиться на їхньому боці. Деякі кумранські тексти згадують про месіанські фігури (4Q285). Як мінімум в одному тексті (4Q521) є ідея оживлення мертвих в майбутньому. Між тим, ясно, що Кумраніти очікували настання божественного суду в найближчому майбутньому і готовились до нього в своїй пустельній обителі.